# Stacy Lattisaw
Stacy Lattisaw (n. 25 de diciembre de 1966, Washington D. C., EE. UU.) es una cantante estadounidense de R&B y Música disco.

## Carrera
Cuando era una adolescente en la década de 1980, Lattisaw tuvo una serie de hits de R&B en los Top 40, canciones como - "Let Me Be Your Angel", "Jump to the Beat", "Love on a Two-Way Street" y "Miracles"- cruzando la corriente principal del pop. Lattisaw grabó su primer álbum para Cotillón a la temprana edad de 12 años en 1979, bajo la dirección del productor Van McCoy. Sin embargo, no fue hasta que se afilió con Narada Michael Walden, un exbaterista de la Mahavishnu Orchestra, que estaba empezando una carrera como productor, que se convirtió en una estrella. Bajo la dirección de Walden, ella tenía cinco álbumes de gran éxito entre 1981 y 1986. De su álbum de 1982, Sneakin' Out, la cantante Mariah Carey tomó una muestra de la canción "Attack of the name game" para su canción "Heartbreaker". Ella continuó la grabación en la década de 1980, firmó con Motown Records en 1986, pero su público poco a poco desapareció. En la década de 1990, decidió retirarse de la industria de la música y concentrarse en el aumento de su familia. Sin embargo, su web oficial afirma que ella está trabajando en un CD evangélico.

## Discografía
Álbumes
- 1979: Young & In Love (Cotillion)
- 1980: Let Me Be Your Angel (Cotillion) - U.S. Pop #44, U.S. R&B #9
- 1981: With You (Cotillion) - U.S. Pop #46, U.S. R&B #8
- 1982: Sneakin' Out (Cotillion, 1982) - U.S. Pop #55, U.S. R&B #11
- 1983: Sixteen (Cotillion) - U.S. Pop #160, U.S. R&B #26
- 1984: Perfect Combination (con Johnny Gill) (Cotillion) - U.S. Pop #139, U.S. R&B #60
- 1985: I'm Not the Same Girl (Cotillion)
- 1986: Take Me All the Way (Motown Records) - U.S. Pop #175, U.S. R&B #36
- 1988: Personal Attention (Motown) - U.S. Pop #153, U.S. R&B #24
- 1989: What You Need (Motown) - U.S. R&B # 16
- 1998: The Very Best of Stacy Lattisaw (Rhino Records)

Sencillos
- 1979: "When You're Young and In Love" - U.S. R&B #91
- 1980: "Let Me Be Your Angel" - U.S. Pop #21, U.S. R&B #8
- 1980: "Dynamite!" - U.S. R&B #8, U.S. Dance #1, UK #51
- 1980: "Jump to the Beat" - U.S. Dance #1, UK #3
- 1981: "Love on a Two-Way Street" - U.S. Pop #26, U.S. R&B #2
- 1981: "Feel Me Tonight" - U.S. R&B #71, U.S. Dance #36
- 1981: "Spot Light" - U.S. Dance #36
- 1982: "Attack of the Name Game" - U.S. Pop #70, U.S. R&B #14
- 1982: "Don't Throw It All Away" - U.S. R&B #9
- 1983: "Miracles" - U.S. Pop #40, U.S. R&B #13
- 1983: "Million Dollar Babe" - U.S. R&B #52
- 1983: "Hey There Lonely Boy" - U.S. R&B #71
- 1984: "Perfect Combination" (with Johnny Gill) - U.S. Pop #75, U.S. R&B #10
- 1984: "Baby It's You" (with Johnny Gill) - U.S. R&B #37
- 1984: "Block Party" (with Johnny Gill) - U.S. R&B #63
- 1985: "I'm Not the Same Girl" - U.S. R&B #52
- 1986: "Nail It to the Wall" - U.S. Pop #48, U.S. R&B #4, U.S. Dance #2, UK #76
- 1987: "Jump into My Life" - U.S. R&B #13, U.S. Dance #3, UK #79
- 1988: "Every Drop of Your Love" - U.S. R&B #8
- 1988: "Let Me Take You Down" - U.S. R&B #11
- 1988: "Call Me" - U.S. R&B #80
- 1989: "What You Need" - U.S. R&B #30
- 1989: "Where Do We Go from Here?" (with Johnny Gill) - U.S. R&B #1